# Coppa del Mondo di rugby a 7
La Coppa del Mondo di rugby a 7 è la massima competizione internazionale di rugby a 7; fu inaugurata nel 1993 e da allora si disputa ogni quattro anni. Il premio è costituito dalla Melrose Cup, trofeo in oro giallo 9 carati che prende nome dalla città scozzese di Melrose dove venne disputato lo storico primo incontro.

## Storia
L'istituzione della Coppa del Mondo di rugby a 7 fu originariamente proposta dalla Scottish Rugby Union e l'International Rugby Board accolse l'idea. Il torneo inaugurale si tenne allo stadio di Murrayfield, Edimburgo, nell'aprile 1993.
Hong Kong, che ebbe un ruolo rilevante nello sviluppo internazionale del rugby a 7, ospitò l'edizione del 1997. La finale, vinta dalle Figi contro il Sud Africa, viene considerata ancora oggi uno dei migliori incontri di rugby seven di tutti i tempi. La nazionale delle Figi aveva promesso all'intera nazione di tornare in patria col titolo, col capitano Waisale Serevi che lo promise anche alle sue figlie.
Il torneo 2001, svoltosi a Mar del Plata, Argentina, vide come protagonista il neozelandese Jonah Lomu. Lomu, impiegato occasionalmente durante la fase a gironi, ebbe l'opportunità di giocare titolare dopo che il capitano Eric Rush si infortunò rompendosi una gamba in un incontro con l'Inghilterra. Lomu segnò tre mete nella finale.
L'evento 2005 fu ospitato nuovamente da Hong Kong. Serevi guidò nuovamente Figi verso la loro seconda Merlose Cup sconfiggendo in finale i campioni uscenti della Nuova Zelanda e impedendo all'Inghilterra di bissare il successo della Coppa del Mondo di rugby a 15 del 2003.
Durante l'edizione del 2009 si è disputato contemporaneamente per la prima volta anche il torneo femminile, che ha visto prevalere in finale l'Australia sulla Nuova Zelanda. Nel torneo maschile si è imposto il Galles sull'Argentina.
L'edizione della Coppa del Mondo del 2013, dopo l'ammissione del rugby a 7 tra gli sport olimpici con il debutto alle Olimpiadi del 2016, inizialmente si pensava dovesse essere l'ultima del torneo. Successivamente l'IRB ha invece deciso di mantenere ancora attiva la competizione spostando l'edizione successiva al 2018.
Il maggior realizzatore di mete di tutti i tempi è l'ala figiana Marika Vunibaka con 23 mete realizzate in tre edizioni (1997, 2001, 2005), mentre il connazionale Waisale Serevi è il maggior realizzatore di punti (297).

## Formato
La competizione prevede una prima fase a gironi in cui le prime classificate passano ai successivi quarti di finale per l'assegnazione della Merlose Cup. Le squadre posizionatesi non utilmente nella fase a gironi prendono parte rispettivamente al Challenge e al Bowl, trofei secondari a cui queste squadre vengono assegnate in base alla loro posizione in classifica (al Bowl partecipano le peggio classificate).

## Finali

### Torneo Maschile
| Edizione | Sede          | Vincitrice    | Risultato | Finalista     | Semifinalista 1 | Semifinalista 2 |
| -------- | ------------- | ------------- | --------- | ------------- | --------------- | --------------- |
| 1993     | Edimburgo     | Inghilterra   | 21 - 17   | Australia     | Figi            | Irlanda         |
| 1997     | Hong Kong     | Figi          | 24 - 21   | Sudafrica     | Samoa           | Nuova Zelanda   |
| 2001     | Mar del Plata | Nuova Zelanda | 31 - 12   | Australia     | Argentina       | Figi            |
| 2005     | Hong Kong     | Figi          | 29 - 19   | Nuova Zelanda | Inghilterra     | Australia       |
| 2009     | Dubai         | Galles        | 19 - 12   | Argentina     | Samoa           | Kenya           |

| Edizione | Sede           | Vincitrice    | Risultato | Finalista     | Terzo classificato | Risultato | Quarto classificato |
| -------- | -------------- | ------------- | --------- | ------------- | ------------------ | --------- | ------------------- |
| 2013     | Mosca          | Nuova Zelanda | 33 - 0    | Inghilterra   | Figi               | 29 - 5    | Kenya               |
| 2018     | San Francisco  | Nuova Zelanda | 33 - 12   | Inghilterra   | Sudafrica          | 24 - 19   | Figi                |
| 2022     | Città del Capo | Figi          | 29 - 12   | Nuova Zelanda | Irlanda            | 19 - 14   | Australia           |

### Torneo Femminile
| Edizione | Sede  | Vincitrice | Risultato | Finalista     | Semifinalista 1 | Semifinalista 2 |
| -------- | ----- | ---------- | --------- | ------------- | --------------- | --------------- |
| 2009     | Dubai | Australia  | 15 - 10   | Nuova Zelanda | Sudafrica       | Stati Uniti     |

| Edizione | Sede           | Vincitrice    | Risultato | Finalista     | Terza classificata | Risultato | Quarta classificata |
| -------- | -------------- | ------------- | --------- | ------------- | ------------------ | --------- | ------------------- |
| 2013     | Mosca          | Nuova Zelanda | 29 - 12   | Canada        | Stati Uniti        | 10 - 5    | Spagna              |
| 2018     | San Francisco  | Nuova Zelanda | 29 - 0    | Francia       | Australia          | 24 - 14   | Stati Uniti         |
| 2022     | Città del Capo | Australia     | 24 - 22   | Nuova Zelanda | Francia            | 29 - 7    | Stati Uniti         |

## Medagliere maschile
| Squadra       | Vincitore | Finalista | Terzo posto | Semifinalista | Tot. |
| ------------- | --------- | --------- | ----------- | ------------- | ---- |
| Nuova Zelanda | 3         | 2         | -           | 1             | 6    |
| Figi          | 3         | -         | 1           | 2             | 6    |
| Inghilterra   | 1         | 2         | -           | 1             | 4    |
| Australia     | -         | 2         | -           | 2             | 4    |
| Galles        | 1         | -         | -           | -             | 1    |
| Sudafrica     | -         | 1         | 1           | -             | 2    |
| Argentina     | -         | 1         | -           | 1             | 2    |
| Samoa         | -         | -         | -           | 2             | 2    |
| Irlanda       | -         | -         | 1           | 1             | 2    |
| Kenya         | -         | -         | -           | 1             | 1    |

## Medagliere femminile
| Squadra       | Vincitore | Finalista | Terzo posto | Semifinalista | Tot. |
| ------------- | --------- | --------- | ----------- | ------------- | ---- |
| Nuova Zelanda | 2         | 2         | -           | -             | 4    |
| Australia     | 2         | -         | 1           | -             | 3    |
| Canada        | -         | 1         | -           | -             | 1    |
| Francia       | -         | 1         | 1           | -             | 2    |
| Stati Uniti   | -         | -         | 1           | 1             | 2    |
| Sudafrica     | -         | -         | -           | 1             | 1    |